# Bridgewater (Massachusetts)
Bridgewater es un pueblo ubicado en el condado de Plymouth en el estado estadounidense de Massachusetts. En el Censo de 2010 tenía una población de 26.563 habitantes y una densidad poblacional de 360,99 personas por km².

## Geografía
Bridgewater se encuentra ubicado en las coordenadas 41°58′21″N 70°58′44″O / 41.97250, -70.97889. Según la Oficina del Censo de los Estados Unidos, Bridgewater tiene una superficie total de 73.58 km², de la cual 70.75 km² corresponden a tierra firme y (3.85%) 2.84 km² es agua.

## Demografía
Según el censo de 2010, había 26.563 personas residiendo en Bridgewater. La densidad de población era de 360,99 hab./km². De los 26.563 habitantes, Bridgewater estaba compuesto por el 90.96% blancos, el 4.86% eran afroamericanos, el 0.23% eran amerindios, el 1.23% eran asiáticos, el 0% eran isleños del Pacífico, el 1.11% eran de otras razas y el 1.6% pertenecían a dos o más razas. Del total de la población el 3.15% eran hispanos o latinos de cualquier raza.